# Řád přátelství (Tádžikistán)
Řád přátelství (tádžicky: Ордени Дӯстӣ) je státní vyznamenání republiky Tádžikistán.

## Pravidla udílení
Udílen je osobnostem z oblasti vědy, kultury, literatury a umění i dalším občanům Tádžikistánu. Vyznamenání má ocenit pracovitost a plodnost při posilování míru, přátelství a spolupráce mezi národy, při ochraně lidských práv a sociálních zájmů a velký osobní přínos k rozvoji a znásobení duchovního a intelektuálního potenciálu Tádžikistánu. Je udílen i cizím státní příslušníkům za zásluhy o Tádžikistán.

## Insignie
Uprostřed odznaku je kulatý modře smaltovaný medailon s bíle smaltovanou holubicí.